# Distrito de Lebern
Lebern é um distrito da Suíça, localizado no cantão de Soleura. Tem 117,34 km² de área e sua população em 2019 foi estimada em 46.189 habitantes. Sua sede é a comuna de Grenchen.

## Comunas
Lebern está composto por um total de 15 comunas:
- Balm bei Günsberg
- Bellach
- Bettlach
- Feldbrunnen-St. Niklaus
- Flumenthal
- Grenchen
- Günsberg
- Hubersdorf
- Kammersrohr
- Langendorf
- Lommiswil
- Oberdorf
- Riedholz
- Rüttenen
- Selzach